# Latonia Lakes
Latonia Lakes – miasto w Stanach Zjednoczonych, w stanie Kentucky, w hrabstwie Kenton.